# 仙台の気候

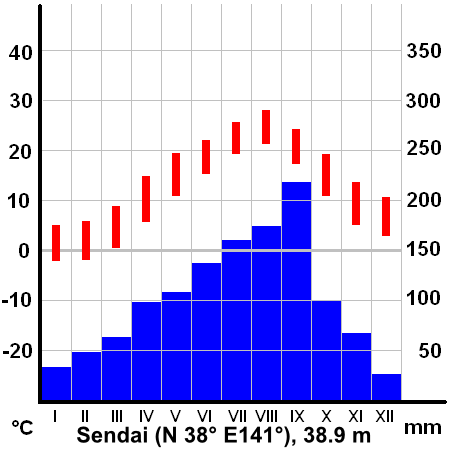
仙台市の雨温図

仙台の気候（せんだいのきこう）は、宮城県仙台市、および、その周辺部における気候についての記事である。

## 平年値と特徴
太平洋に面している仙台市の気候は海洋性気候である。寒暖の差が少なく、仙台市の真夏日と真冬日の年間平均日数の合計も日本国内の主要都市と比較して少ない。また冬季においては、奥羽山脈から吹き下ろす風が乾燥していることから、東北地方の中では降雪が少ない。多い場合でも10センチメートル程度の積雪である。
1991年（平成3年）から2020年（令和2年）までの30年間における、仙台市の気象の平年値は次のとおりである。
- 気温12.8度
- 湿度71パーセント
- 降水量1276.7ミリメートル
- 日照時間1836.9時間
- 風速3.2メートル毎秒

また、観測開始から2020年（令和2年）までに記録された仙台市における気温と風速の極値は次のとおりである。
- 最高気温37.3度（2018年）
- 最低気温-11.7度（1945年）
- 最大瞬間風速41.2メートル毎秒（1997年）

## 冬
仙台市の冬は東北地方としては温暖で、冬日は比較的多いが、真冬日は少ない。降雪量は少なく、気温もさほど低くはならない。積雪が一週間以上残存することは少ない。東北地方の太平洋側南部に位置する仙台平野（旧仙台市）、並びに福島県中通りと浜通りは、国土交通省からも「豪雪地帯」の指定を受けていない（→ 豪雪地帯特別措置法による「豪雪地帯」、及び、「特別豪雪地帯」の指定地域）。
主な都市の降雪量・積雪量（平年値）
| 都市   | 降雪量累計 | 最深積雪 | 1月気温 | 都市   | 降雪量累計 | 最深積雪 | 1月気温 |
| ------ | ---------- | -------- | ------- | ------ | ---------- | -------- | ------- |
| 札幌   | 630 cm     | 101 cm   | -4.1℃   | 軽井沢 | 136 cm     | 32 cm    | -3.6℃   |
| 青森   | 774 cm     | 114 cm   | -1.4℃   | 富山   | 433 cm     | 69 cm    | 2.5℃    |
| 秋田   | 409 cm     | 41 cm    | -0.1℃   | 金沢   | 360 cm     | 53 cm    | 3.7℃    |
| 山形   | 491 cm     | 50 cm    | -0.5℃   | 東京   | 13 cm      | 7 cm     | 5.8℃    |
| 盛岡   | 351 cm     | 36 cm    | -2.1℃   | 名古屋 | 13 cm      | 7 cm     | 4.3℃    |
| 仙台   | 90 cm      | 17 cm    | 1.5℃    | 彦根   | 131 cm     | 29 cm    | 3.6℃    |
| 石巻   | 56 cm      | 17 cm    | 0.5℃    | 岐阜   | 52 cm      | 16 cm    | 4.3℃    |
| 福島   | 235 cm     | 26 cm    | 1.4℃    | 鳥取   | 263 cm     | 49 cm    | 3.9℃    |
| いわき | 14 cm      | 6 cm     | 3.6℃    | 松江   | 111 cm     | 24 cm    | 4.2℃    |
| 新潟   | 255 cm     | 39 cm    | 2.6℃    | 福岡   | 5 cm       | 3 cm     | 6.4℃    |
| NYC    | 57 cm      | - cm     | -0.6℃   | シカゴ | 97 cm      | - cm     | -5.6℃   |

※降雪量累計：気象庁の統計データでいう「降雪の深さ合計」のこと。日ごとの降雪量を、シーズン全体で合計した量（平年値）
※最深積雪：一度に降る最も多い積雪量（平年値）
※1月気温：1月の平均気温（平年値）
（参考）：参考としてニューヨーク市（=NYC）とシカゴ市の値も付加。アメリカ合衆国の統計値はNational Weather Serviceによる。
以上、平年値の表からも判るように、仙台は、降雪量・積雪量が少ない。これは、奥羽山脈が「壁」の役割を果たし、太平洋側にある仙台には基本的には雪が降らず、晴れてからっ風が吹くためである。
また、仙台平野が太平洋に開けており、海洋性気候になっていることも影響している。仙台も東京などと同様の夏に降水量が多い「夏雨冬晴れ型」である（札幌や金沢など日本海側は、冬に降水量が多い「夏晴れ冬雪型」）。このため、冬季は晴天が多くなって、昼間は気温が上がり、夜間は放射冷却により気温が急激に下がる。昼間の最高気温が0℃を下回る真冬日の平均日数は約2日と少なく、一方、夜間の最低気温が0℃を下回る冬日の平均日数は約80日と多い。
初雪は11下旬から12月上旬頃に観測されることが多く、積雪を伴う降雪は12月下旬以降となる。「ホワイトクリスマス」 になる確率（雪が降る確率。積雪のあるなしは問わない）は、過去30年で42%。
冬季の降雪には2つのパターンがある。1つは「西高東低」の気圧配置による降雪パターン（冬の降雪パターン）である。奥羽山脈の標高が、仙台付近では2000m以下と低いため、その「壁」としての役割は、関東地方における「壁」の役割をしている2000m以上の越後山脈などと比べて弱く、寒気団の南下や西風（ナライ）が強いなどの諸要因が重なると、その「壁」を越えて仙台に雪を降らせる。この場合、雪を降らせる諸要因の強弱により、「山側の泉区・青葉区・太白区は雪、海側の宮城野区・若林区は晴れ」という天気になることもしばしばで、雪雲の端では、晴れている空から雪が降る「お天気雪」が発生する。日の出の時間帯に「お天気雪」になると、降ってくる雪が朝日を反射して、赤や金色の雪が舞っているように見える。
もう一つは「南岸低気圧型」の降雪パターン（早春の降雪パターン）である。2月下旬頃になると、西高東低の気圧配置の出現回数が減り、それに代わって日本南岸付近を低気圧（いわゆる台湾坊主）が通過するようになる。関東の南岸を低気圧が通過するときにそこに向かって寒気が吹き込んだ場合、東京から仙台の東日本太平洋側に雪が降ることがある。
暖冬でもない限り、市西部の奥羽山脈には十分な積雪が見込め、仙台市街地から1時間程度で行けるスキー場には多くのスキーヤーやスノーボーダーが訪れる。
冬季の道路の路面状況は、積雪無しのドライ状態が最も多い。降雪があった場合でもすぐ融けるかシャーベット状になるかで、圧雪状態になることはほとんどない。積雪があった場合でも、市が除雪を行うことにより、自動車交通への影響は少なくなっている。但し、1月中旬から2月中旬にかけての厳冬期には、道路脇に除雪された雪が昼間に融け、その融水が夜間の放射冷却によって凍り、道路がまだらにアイスバーンとなるという現象がしばしば発生するため注意が必要である。このような路面状況のため、かつてはスパイクタイヤによる粉塵公害がひどく、「仙台砂漠」との汚名をつけられていた。故に仙台市は、スパイクタイヤの使用禁止運動に際して最も早く着手した。
降雪時に仙台市南部から北上すると、名取川～広瀬川～七北田川と川を越えるたびに降雪状態や積雪量の変化が如実に見られる。
宮城野区にある仙台管区気象台の観測では仙台は緯度の割にはかなり温暖であり、1926年以来の観測による最低気温記録も-11.7℃（1945年1月26日）と東北にしてはかなり高い。1967年1月17日に観測された-10.2℃以来、-10度以下は観測されておらず、平成以降では2021年1月9日の-7.6℃が最低である。対照的に仙北平野の内陸郊外を中心に冷え込みは厳しく、大衡村、登米市、大崎市などでは-10度を下回ることは珍しくなく、時には-15度を下回る気温が観測される。登米市米山では-18.3℃（2012年2月3日）、石巻市桃生で-17.2℃（2012年2月3日）、大崎市鹿島台では-15.8℃（2013年1月18日）、東松島でも-13.3℃（2012年2月3日）が観測されている。また、仙台市内でも山間部にある青葉区新川で-14.7℃（2012年2月11日）を観測。さらに、仙南平野の沿岸部でも名取で-11.8℃（2012年2月3日）、亘理で-13.0℃（2011年1月30日）など、仙台との最低気温が大きく違うことがある。これは、元来仙台の観測地点が宮城野区という海洋性の特色を強く受ける地域にあるのに加え、ヒートアイランド現象による影響もあるためである。そのため、同じ仙台市内でも内陸にある青葉区の特に旧宮城町地区・太白区の山間部、泉区と仙台駅周辺の中心街や気象台のある沿岸の宮城野区・若林区とでは冬の気温や降雪量に大きな差があることも多いが、仙台市内の気象庁の気象観測地点は仙台管区気象台の他、旧宮城町地区の新川のアメダス1つしか設置されていない。

## 春
3月下旬頃まで降雪がみられることもあるが、4月に降る事はまれである。桜が咲くのは例年4月初旬から中旬頃であり、入学式や始業式、新歓コンパの時期とほぼ重なる。仙台の桜の名所は西公園や榴ヶ岡公園、三神峯公園などである。三神峯公園は桜の種類が異なるため、ソメイヨシノが散っていくころが桜の見ごろである。また、定禅寺通りや青葉通りのケヤキ並木の新緑は5月中旬頃から見られる。
3月から梅雨の始まる6月上旬までの時期は、降水量が少なく、夏至に近いこともあり、1年で最も日照時間が長い。そのため、すがすがしく、最も過ごし易い時期である。
- 月別日照時間（平年値。：仙台、：東京）

1. 151.3時間 
180.5時間
2. 151.9時間 
161.1時間
3. 182.3時間 
159.2時間
4. 190.9時間 
164.9時間
5. 198.7時間 
180.9時間
6. 127.9時間 
120.1時間
7. 127.7時間 
147.5時間
8. 155.4時間 
177.5時間
9. 119.8時間 
112.9時間
10. 151.8時間 
129.9時間
11. 140.2時間 
141.4時間
12. 144.7時間 
171.1時間

## 梅雨
仙台の梅雨は6月下旬から7月下旬にかけてである。オホーツク海気団の影響によって冷涼となることが多いため、蒸し暑くならず、不快ではない。ただし、全国的にみれば「毎日が梅雨寒」といえるような気候であるため、「仙台には1年に冬が2度来る」ともいわれている。
梅雨の時期に、仙台市近郊の利府町にて2002 FIFAワールドカップ日韓大会が行われたが、その内、決勝トーナメント1回戦の日本対トルコの試合（を含め3試合）が、宮城スタジアムで行われた。サッカー解説者の多くが「気温も湿度も高い蒸れた日本の梅雨の気候は、蒸し暑さに慣れている日本代表にとって有利だ」と語っていたが、宮城県沿岸部の梅雨は例年通り涼しかったために、この地域における梅雨が日本代表に利することはなかった。
5月から7月頃、湿った暖かい南東風（イナサ）が冷たい親潮の上を通過する際に海霧を発生し、それが太平洋に開けた仙台平野の内陸まで入り込み、街全体が霧に包まれることがしばしばある。クリネックススタジアム宮城でのナイターの試合では、この霧に照明の光が乱反射し、フライになったボールがよく見えないという問題が起きている。
特に近年では、三陸沖で発生する海霧の発生回数が多くなったほか、震災で海岸の防潮林が流出したため、霧が内陸部に侵入しやすくなっている。

## 夏
夏は太平洋からの海風の影響で気温はあまり上昇せず、夏日にはなるが真夏日や猛暑日あるいは熱帯夜が少ない。仙台市で熱帯夜最多日数は2015年の5日である。しかし2015年以降は猛暑日手前まで気温が上昇することが多くなった。ただし、梅雨から夏の時期や秋分前後に北東から冷たい海風が入り込み、曇りがちになって大きく冷え込むことがある。このため、北海道札幌市よりも気温が低いことがしばしばある。なお、猛暑日日数ゼロになったのは2017年が最後である。
平年値（30年平均 ）は、夏日が74.7日、真夏日が23.0日となっているが、過去30年のデータでは、夏日が40日から117日、真夏日が1日から66日と、年によるばらつきが非常に大きい。これは、冷夏になった年が何度かあるためである。近年は冷夏となる年が減少しており、2014〜2023年の10年平均 は夏日が91.0日、真夏日が32.2日となっている。また、熱帯夜の平年値は2.7日であり、熱帯夜が観測されない年も珍しくなかったが、2023年は36日というそれまでの最多記録11日（2019年）を大幅に上回る数の熱帯夜が観測され、温暖化が顕著に表れている。
冷夏の年には、寒流である親潮の上を渡って来る冷たい北東風「やませ」（コチ）の影響で気温が上昇しない日が続き、農作物に大打撃を与え、海のレジャーがほとんど出来なくなる。冷夏に周期性はなく、また冷夏の程度にもばらつきがあるが、分かり易さのため、海のレジャーの面から「真夏日の日数が年10日を切った年」で判断すると、1970年代、80年代は10年に3度と多かったが、それよりも前、あるいは90年代以降には、10年に1度程度となっている。近年で最もひどかった冷夏は1993年で、「1993年米騒動」が起こった。
仙台が日本の他の地域と違うのは、前述した通り「梅雨が涼しい」ということである。関東や西日本の梅雨の時期は、雨が降っていても気温が上昇して夏日や真夏日と判定されることが多いが、仙台では梅雨の晴れ間であっても真夏日となることはまれであり、また、梅雨前の5～6月に夏日になることもあまりなく、上記の夏日の大半と真夏日のほぼ全ては梅雨明け後に観測される。このように仙台の夏は、梅雨明け後に急に始まり、「固め打ち」になるという特色がある。
いずれにせよ、仙台の夏（真夏日）は梅雨明け後からお盆過ぎまでの約一ヶ月に集中していて期間が短いため、不快な蒸し暑さや寝苦しさ等があまりなく、熱中症リスクも低いことから、その点では過ごしやすい。
仙台の海でのレジャーには注意が必要である。仙台は、太平洋に面しているため波が高く、とても危険である。そのため、消波ブロックが設置してある海岸以外では遊泳禁止になっている。しかし、「波が高い」 ことは仙台の海をサーフィンのメッカにしており、仙台港がプロ・サーフィン・ツアーの開催地にも選ばれている。
仙台の海は、冬は親潮の影響から水温が低いが、夏から10月くらいまでは黒潮の影響で水温が高い。サーファーたちは、季節によってウェットスーツを使い分け、水温・気温の高低に関わらず、一年中サーフィンを楽しんでいる。
紀伊半島沖あたりまで台風が来ると、うねりが仙台湾にまで達するようになる。そのため、仙台では台風を微塵も感じさせない快晴の天気であっても、海では波が高くなって危険である。一方、このうねりは、規則正しく整った大きな波として仙台の海に到達するので、ビッグウェーブを乗りこなせる上級サーファーたちが大勢海に繰り出す。もちろん、台風が仙台を直撃している時は、強風で波が崩れてしまうので、全くサーフィンに適さない波となり、仙台のサーファーたちが海に出ることはない。

## 秋
仙台では、秋季の降雨量の方が梅雨の降雨量より多い。仙台周辺に接近する台風は、ほとんどが「雨台風」であり、「風台風」はまれである。また、芋煮会の開かれる季節である。市内のコンビニエンスストアの前に芋煮会用の薪が高く積まれている様子は、市民にとっては風物詩だが、他の地方の観光客には不思議な光景に見える。
紅葉前線の到来は、例年11月の中旬頃。仙台周辺の紅葉は、針葉樹の緑をバックにして、黄色と赤が入り混じる。

## 天気予報区分
気象庁による宮城県の天気予報には「東部」と「西部」の区分がある。またさらに、東部は「気仙沼地域」「石巻地域」「登米・東部栗原」「東部大崎 」「東部仙南」「東部仙台」に、西部は「西部栗原」「西部大崎」「西部仙南」「西部仙台」にそれぞれ区分される。
西部仙台
仙台市西部の山沿い地域。奥羽山脈側。泉区（全域）、青葉区西部の旧宮城町、太白区西部の旧秋保町がこれにあたる。旧宮城町と旧秋保町は豪雪地帯に指定されている。
東部仙台
仙台市東部の仙台平野の地域。太平洋側。宮城野区（全域）、若林区（全域）、青葉区東部（旧宮城町以外）、太白区東部（旧秋保町以外）がこれにあたる。仙台市の市街地はこちらに含まれる。